# Diphasia dubia
Diphasia dubia är en nässeldjursart som beskrevs av Edward Hargitt 1927. Diphasia dubia ingår i släktet Diphasia och familjen Sertulariidae. Inga underarter finns listade i Catalogue of Life.